# Joseph Patrick McFadden
Joseph Patrick McFadden (Filadelfia, 22 maggio 1947 – Filadelfia, 2 maggio 2013) è stato un vescovo cattolico statunitense.

## Biografia
Joseph Patrick McFadden nacque a Filadelfia il 22 maggio 1947 ed era figlio di Thomas McFadden ed Ellen (nata Griffin). Visse con i suoi genitori e il fratello, John, e le sue due sorelle, Jane ed Ellen, a West Philadelphia e fu battezzato nella parrocchia di Santa Rosa di Lima. I suoi genitori erano immigrati irlandesi e una delle sue sorelle era una religiosa delle Serve del Cuore Immacolato di Maria.

### Formazione e ministero sacerdotale
Frequentò l'Our Lady of Lourdes Elementary School dal 1953 al 1961 e la Saint Thomas More High School for Boys dal 1961 al 1965. Durante il liceo, fu membro del consiglio studentesco, della redazione del giornale scolastico, della squadra di basket e della National Honor Society. Si diplomò come valedictorian. Dopo il liceo, si immatricolò alla Saint Joseph's University e nel 1969 conseguì il Bachelor of Arts in scienze politiche. All'università giocò nel Freshmen Basketball Team e poi intraprese la carriera di allenatore di basket durante i suoi ultimi anni di college, prima come freshman coach alla St.Thomas More High School e poi come junior varsity coach alla West Catholic High School for Boys.
Dopo essersi laureato, McFadden fu assunto per insegnare studi sociali alla West Catholic Boys High School. Oltre che docente fu anche allenatore della squadra di baseball e di quella di basket. Nel 1973 divenne il capo allenatore. Fu anche moderatore del consiglio studentesco. Nel 1972 venne nominato direttore della squadra di atletica leggera ed entrò a fare parte del consiglio di amministrazione della Philadelphia Catholic League.
Nel 1976 entrò nel seminario "San Carlo Borromeo" di Overbrook. Aveva considerato la vocazione al presbiterato "durante il liceo e quando [andò] al college". Conseguì il Master of Divinity summa cum laude.
Nel 1980 fu ordinato diacono e poi prestò servizio nella parrocchia di Nostra Signora di Fatima a Secane. Il 16 maggio 1981 fu ordinato presbitero per l'arcidiocesi di Filadelfia nella cattedrale arcidiocesana dal cardinale John Joseph Krol. In seguito fu vicario parrocchiale della parrocchia di San Lorenzo a Upper Darby dal 1981 al 1982; segretario personale del cardinale arcivescovo John Joseph Krol dal 1982 al 1993; direttore dei pellegrinaggi arcidiocesani alla basilica del santuario nazionale dell'Immacolata Concezione a Washington e cappellano del Serra Club dal 1992 al 1993 e presidente della Cardinal O'Hara High School di Springfield dal 1993 al 2001. Durante il suo mandato, le iscrizioni alla scuola aumentarono da 1540 studenti a 2000 studenti. Contribuì anche ad avviare l'innovativo programma di computer "Laptops for learning". In seguito fu direttore spirituale aggiunto del seminario "San Carlo Borromeo" di Overbrook; mentore dell'Istituto pastorale arcidiocesano per la leadership dal 1993 al 2004 e parroco della parrocchia di San Giuseppe a Downingtown dal 2001 al 2004.
Fu anche membro del consiglio presbiterale dal 1988 al 1993; membro del consiglio per il personale presbiterale dal 1991 al 1994; membro del comitato consultivo arcidiocesano per il rinnovamento dal 1991 al 1994; presidente del sottocomitato per il rinnovamento del clero dal 1991 al 1994; membro del comitato per la formazione permanente dei presbiteri dal 2002; membro del comitato per le ammissioni al seminario "San Carlo Borromeo" dal 2001; direttore spirituale personale dei seminaristi dal 2001; membro del X sinodo dell'arcidiocesi dal 2001 al 2002; membro del comitato per la remunerazione e i benefici dei sacerdoti diocesani dal 2003; presidente del comitato dei pastori per le scuole elementari dal 2002 al 2006 e membro del sottocomitato per la formazione pastorale del comitato per la pianificazione strategica del seminario "San Carlo Borromeo".
Ricoprì anche gli incarichi di cappellano della divisione 87 dell'Antico Ordine degli Hiberniani, un'organizzazione fraterna cattolica irlandese, dal 1986 al 1991; cappellano della divisione 65 dello stesso Ordine dal 1993 al 1995; membro del comitato consultivo della Bishop Shanahan High School dal 2003 al 2007; membro a vita della Pennsylvania Society dal 2005; membro del consiglio dell'Hero Scholarship Fund of Philadelphia dal 2005; membro della Union League of Philadelphia dal 2005 e membro dei Friendly Sons of Saint Patrick dal 2007.
Il 29 maggio 1991 venne nominato prelato d'onore di Sua Santità.

### Ministero episcopale
L'8 giugno 2004 papa Giovanni Paolo II lo nominò vescovo ausiliare di Filadelfia e titolare di Orreomargo. Ricevette l'ordinazione episcopale il 28 luglio successivo nella cattedrale dei Santi Pietro e Paolo a Filadelfia dal cardinale Justin Francis Rigali, arcivescovo metropolita di Filadelfia, co-consacranti i vescovi ausiliari della stessa arcidiocesi Robert Patrick Maginnis e Michael Francis Burbidge.
Nello stesso anno, McFadden espresse la sua opposizione allo svolgimento di un evento per i diritti degli omosessuali presso la sua alma mater, la Saint Joseph's University, dicendo: "Se la Chiesa chiede che riconosciamo la dignità unica di ogni persona umana, ciò non significa sostenere uno stile di vita contrario alla legge naturale". Era considerato uno dei probabili candidati a succedere a monsignor Donald William Wuerl come vescovo di Pittsburgh in seguito alla promozione di quest'ultimo ad arcivescovo di Washington.
Come ausiliare fu anche capo del segretariato per l'educazione cattolica nella curia arcidiocesana e membro del consiglio presbiterale dal 2004 e del consiglio per il personale presbiterale dal 2004.
Il 22 giugno 2010 papa Benedetto XVI lo nominò vescovo di Harrisburg. Prese possesso della diocesi il 18 agosto successivo con una cerimonia nella cattedrale di San Patrizio a Harrisburg.
Nel dicembre del 2011 ha compiuto la visita ad limina.
In seno alla Conferenza dei vescovi cattolici degli Stati Uniti fu membro del comitato per l'educazione dal 2006; presidente dello stesso dal 2011 al 2013; membro della task force per la formazione della fede e la preparazione sacramentale dal 2008 e consigliere del comitato per gli affari ecumenici e interreligiosi.
Fu anche presidente della Conferenza cattolica della Pennsylvania dal 2010 al 2013; membro del consiglio dei vescovi consiglieri per la causa di beatificazione dell'arcivescovo Fulton John Sheen dal 2009; membro del consiglio dei vescovi consiglieri di Catholic Athletes for Christ dal 2010; membro del consiglio dei direttori della campagna Heritage of Faith Vision of Hope dal 2010 e membro del consiglio di amministrazione del seminario "San Vincenzo" di Latrobe dal 2010 al 2013.
Ricevette il St. Thomas More Golden Bear Award della St. Thomas More Alumni Association dal 1992; il Friendly Sons of Saint Patrick of Delaware County Man of the Year Award nel 2001; il dottorato honoris causa in lettere umanistiche presso Neumann College di Aston Township nel 2008; il titolo di Grand Marshall della parata di San Patrizio di Springfield nel 2008 e lo Shamrock Award dall'Alumni of Saint Thomas More and West Catholic High Schools nel 2009.
Fu anche membro onorario della Roman Catholic High School Hall of Fame dal 2002 e membro della Cardinal O'Hara High School Hall of Fame dal 2004. Nel 2007 fu inserito nell'anello d'onore della parata di San Patrizio e lo stesso anno fu indicato tra i 75 più grandi cittadini viventi di Filadelfia in occasione delle celebrazioni per la 75ª stagione dei Philadelphia Eagles.
Morì improvvisamente a Filadelfia il 2 maggio 2013 all'età di 65 anni mentre partecipava a una riunione dei vescovi cattolici della Pennsylvania. Le esequie si tennero l'8 maggio alle ore 10:30 nella chiesa del Santo Nome di Harrisburg. È sepolto all'Holy Cross Cemetery di Harrisburg.
Il 1º agosto 2018, monsignor Ronald William Gainer, successore di Dattilo nella cattedra di Harrisburg, annunciò che i nomi di ogni vescovo di Harrisburg dal 1947 in poi, compreso quindi quello di Dattilo, sarebbero stati rimossi da qualsiasi edificio o stanza a loro intitolata in diocesi, a causa della loro incapacità di proteggere le vittime dagli abusi.

## Genealogia episcopale
La genealogia episcopale è:
- Cardinale Scipione Rebiba
- Cardinale Giulio Antonio Santorio
- Cardinale Girolamo Bernerio, O.P.
- Arcivescovo Galeazzo Sanvitale
- Cardinale Ludovico Ludovisi
- Cardinale Luigi Caetani
- Cardinale Ulderico Carpegna
- Cardinale Paluzzo Paluzzi Altieri degli Albertoni
- Papa Benedetto XIII
- Papa Benedetto XIV
- Papa Clemente XIII
- Cardinale Enrico Benedetto Stuart
- Papa Leone XII
- Cardinale Chiarissimo Falconieri Mellini
- Cardinale Camillo Di Pietro
- Cardinale Mieczysław Halka Ledóchowski
- Cardinale Jan Maurycy Paweł Puzyna de Kosielsko
- Arcivescovo Józef Bilczewski
- Arcivescovo Bolesław Twardowski
- Arcivescovo Eugeniusz Baziak
- Papa Giovanni Paolo II
- Cardinale Justin Francis Rigali
- Vescovo Nicholas Carmen Dattilo

## Araldica
| Stemma | Titolare                                      | Descrizione |
|        | Joseph Patrick McFadden Vescovo di Harrisburg | Partito: al primo d'argento alla croce di rosso caricata di un trifoglio del campo, al capo di nero alla mezzaluna montante d'argento addestrata e sinistrata da due bisanti dello stesso; al secondo d'azzurro, alla croce inquartata d'oro e d'argento, accantonata nel I dalla rosa d'oro e nel IV dal giglio d'argento. Ornamenti esteriori da vescovo. Motto: Mary the model - Jesus the center ("Maria il modello, Gesù il centro"). |